# 上金田站
上金田站（日语：／ Kami-Kanada eki */?）是位於福岡縣田川郡福智町金田86番2號，屬於平成筑豐鐵道的伊田線車站。車站編號為HC11。此站最接近前方城町伊方地區。

## 歷史
- 1990年（平成2年）4月1日 - 車站啟用。

## 車站構造
本站是地面車站，設有2面2線的相對式月台。此站是無人車站。

### 月台
| 月台 | 路線    | 上下行 | 方向               |
| ---- | ------- | ------ | ------------------ |
| 東邊 | ■伊田線 | 下行   | 田川伊田、行橋方向 |
| 西邊 | ■伊田線 | 上行   | 金田、直方方向     |

## 使用狀況
- 在2006年度，1日平均上落車人次為249人[2]。
- 在2018年度，1日平均上落車人次為151人[1]。
- 在2019年度，1日平均上落車人次為181人[1]。

## 車站周邊
車站周邊都是住宅區和農田。
- 福岡縣道22號田川直方線（日语：福岡県道22号田川直方線）
- 上金田保育園
- 平原團地
- 妙安寺
- 長浄寺
- 青葉中央通
- 九州日立麥克賽爾紅磚紀念館（日语：九州日立マクセル赤煉瓦記念館）
- 日立化成汽車產品（日语：日立化成オートモーティブプロダクツ）

## 巴士路線
從站前道路向南步行約500米，即可到達西鐵巴士筑豐「金田平原團地」巴士站，停靠的巴士路線前往田川市政廳和後藤寺巴士中心方向。在站前設有福智町福祉巴士「長淨寺前」巴士站。

## 相鄰車站
平成筑豐鐵道
伊田線
金田（HC10）－上金田（HC11）－糒（HC12）

## 注腳
1. 1 2 3  鉄道を未来につなぐために（令和元年度版） ︳ へいちくネット（平成筑豊鉄道） （页面存档备份，存于）（日語） 各站上落人次調査結果
2. ↑  第1次福智町綜合計劃 第5章 建立自然和諧和充滿活力的城市基礎設施

## 外部連結
- 上金田站（页面存档备份，存于）（日語）（平成筑豐鐵道沿線情報網站）